# Diamante (Entre Ríos)
Diamante is een plaats in het Argentijnse bestuurlijke gebied Diamante in de provincie  Entre Ríos. De plaats telt 19.541 inwoners.